# 군누베르 화산

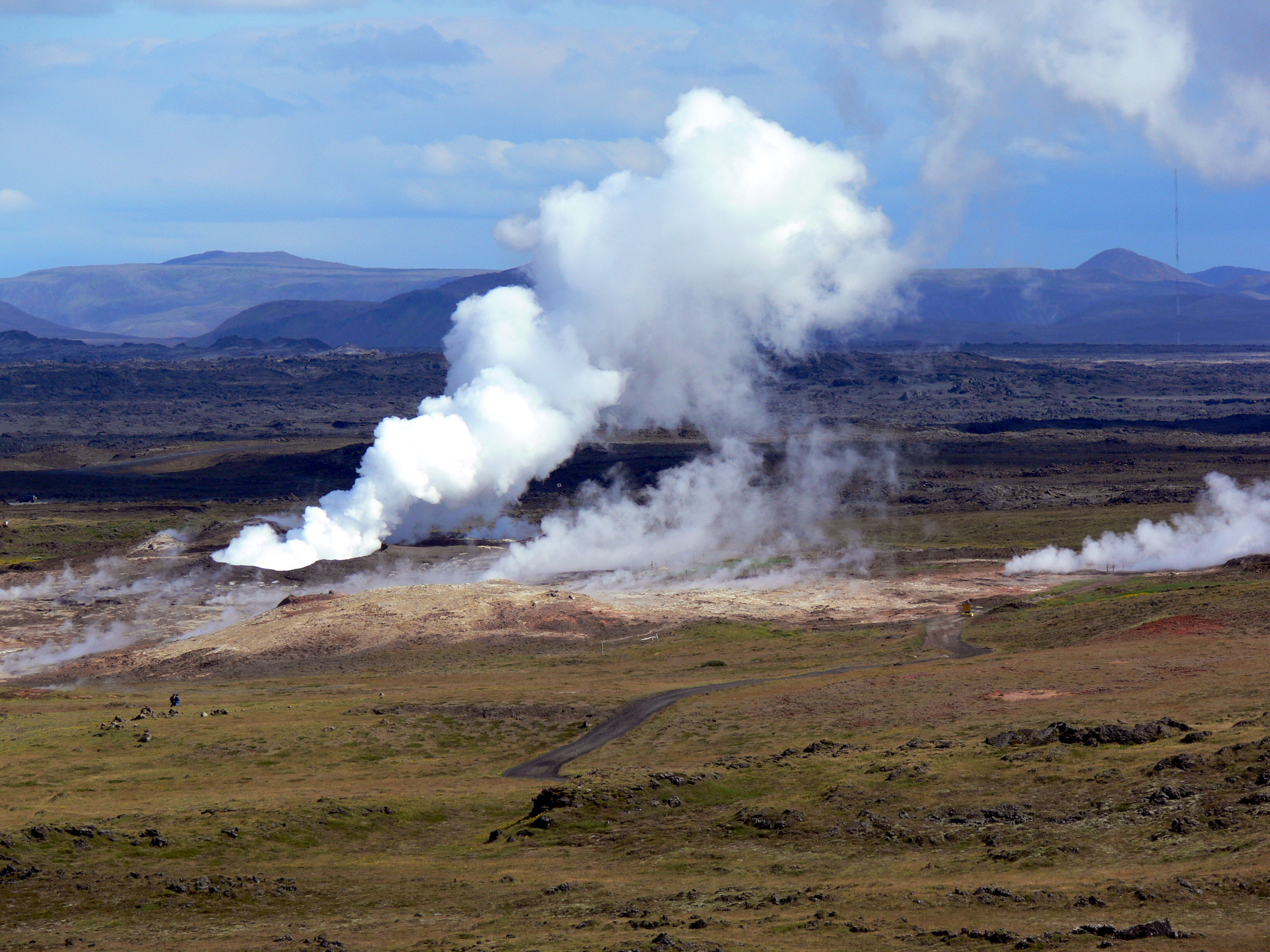
지금도 연기가 피어오르는 새 분화구와 분기공들

군누베르 화산(Gunnuhver)은 아이슬란드 남부에 있는 화산이다. 고온의 지열 지대 형태로 존재하며, 화산 활동으로 인한 지열 덕분에 지열 발전소가 잘 발달되어 있다. 아이슬란드에서 가장 큰 머드팟이 있는 곳이기도 하다. 분류하자면 이화산 중 하나에 속한다. 또한 이곳은 아이슬란드 남부에서 가장 더운 곳 중 하나다.

2007년, 강력한 진흙 분출이 일어나 화산 내부에 커다란 새로운 분화구를 형성시켰다. 분화구에서는 지금도 흰 연기가 뭉게뭉게 피어오르고 있으며, 독성이 있을 수 있기 때문에 화구 주변 초근접을 금지한다. 대부분 군누베르 온천(Gunnuhver Hot Springs)으로 부르며 지금도 화산 활동으로 인해 크고 작은 진흙 분출이 반복되고 있다.

## 이름
이 화산의 이름인 '군누베르'는 '구드룬(Gudrun)'이란 화난 여자 유령의 이름에서 유래한 것으로 알려져 있다. 실제로 이곳은 여러 전설들이 내려오는 곳이기도 하다.

## 분출 기록
- 2007년 강력한 진흙 폭발로 커다란 새 화구가 형성되었다. 이 때 진흙은 약 10m 높이까지 솟았다고 한다.
- 2014년 9월 다시 분출하였다. 이 때 새로운 이화산이 형성되고 진흙과 수증기가 뿜어나오며 지금까지 지속되고 있다.